# Реактор црна рупа
Реактор црна рупа је хипотетички извор енергије, где се као извор енергије користе микроскопске црне рупе. Принцип рада таквог реактора је употреба енергије која се ослобађа током "испаравања" црне рупе (Хокингове радијације). Овај се концепт први пут појављује у научнофантастичном делу „Матица Земља” Артура Kларка, а касније и у делима Чарлса Шефилда.
Разматране су две врсте реактора:
- експлозивни реактор - користи се једна црна рупа док је не уништи,
- континуирани реактор - материја се непрестано доводи до црне рупе.

Ова енергија може се користити као млазни мотор. Идеју о коришћењу вештачке црне рупе и параболичног огледала за преусмеравање Хокингове радијације анализирали су 2009. године Луис Крејн и Шон Вестморленд. Њихов закључак је био да ће ефекти квантне гравитације који су још непознати или олакшати или онемогућити овај дизајн. Сличне концепте предложио је Александар Болонкин.

## Теорија Црних рупа неопходна у овом случају
Концепт црне рупе као апсолутног црног тела исправили су Старобински и Зелдович 1974. за ротирајуће црне рупе, а то је генерализовао С. Хокинг 1975. године. Проучавајући понашање квантних поља у близини црне рупе, Хокинг је предвидео да црна рупа мора емитовати честице у свемир и на тај начин губи масу. Овај ефекат се назива Ховкингова радијација. Једноставно речено, гравитационо поље поларизује вакуум, што резултује формирањем, не само виртуелних, већ и стварних парова честица - античестица. Једна од честица, која се налази одмах испод хоризонта догађаја, упада у црну рупу, а друга, која се налази изнад хоризонта, лети одузимајући енергију (тј. део масе, јер су маса и енергија повезане Ајнштајновом једначином {\textstyle E=mc^{2}}) црне рупе.
Температура Хокингове радијације је:
{\displaystyle T_{H}={\frac {\hbar c^{3}}{8\pi GMk_{b}}}}, где су:
{\displaystyle \hbar } - редукована Планкова константа ({\displaystyle \hbar ={\frac {h}{2\pi }}});
{\displaystyle c} - брзина светлости;
{\displaystyle G} - гравитациона константа добијена из Њутновог закона гравитације ({\displaystyle F=G{\frac {m_{1}m_{2}}{r^{2}}}});
{\displaystyle M} - маса црне рупе;
{\displaystyle k_{b}} - Болцманова константа.

## Предности за међузвездано путовање
Иако изван тренутних технолошких могућности, кориштење овог реактора као погон за међузвездано путовање нуди велике предности у одосу на неке друге технологије. На пример, кориштењем нуклеарне фисије или фузије мала количина масе се претвара у енергију. Још једна алтернатива била би погон на антиматерију, али је производња и складиштење антиматерије веома енергетски неефективна.

## Критеријуми које мора испунити црна рупа
Према многим ауторима и научницима црна рупа кориштена као погон мора да испуни 5 критеријума:
- да има довољно дуг век трајања да би била корисна,
- да буде довољно јака да за кратко време може да убрза свемирски брод до разумно високог дела брзине светлости,
- да је довољно мала да би је могли направити,
- да је довољно велика да се енергија може фокусирати,
- да има масу приближну маси свемирског брода.

По свему судећи, црне рупе кориштене у ову сврху могу да имају „идеалну” масу, снагу и животни век. На пример, црна рупа масе {\displaystyle 6\times 10^{8}}kg и Шварцшилдовог полупречника 0,9 атометара ({\displaystyle 9\times 10^{-19}}m), снагу од {\textstyle 1,6\times 10^{17}}W, а животни век од 3,5 година. У идеалним условима (где се 100% енергије претвара у кинетичку енергију) би ова црна рупа убрзала свемирски брод до 0.1c (10% брзине светлости).

## Критике дизајна
Већина критика овог дизајна усмерена је на могућност израде таквог свемирског брода. Према стандардном моделу термодинамике црне рупе, просечна енергија ослобођена по кванту се повећава пропорционално смањењу величине црне рупе. Екстремно мале црне рупе већину своје енергије ослобађају у виду осталих елементарних честица осим фотона.

## У научној фантастици
- Артур Кларк, „Матица Земља”,
- У Стар Треку Ромуланскa класа брода Д'деридекс користи квантну сингуларност за напајање,
- Вавилон 5,
- Сид Мејеров Алфа Кентаури.